# Dialeto valdostano
O dialeto valdostano (em italiano dialetto valdostano; em francês patois Valdôtain) é uma variedade do dialeto da língua franco-provençal falada nas regiões do Vale de Aosta e do Piemonte na Itália.
Na realidade trata-se de um dos três idiomas das regiões Línguas galo-românicas francesas; o occitano a Sul e a línguas de oïl a Norte.
Vasdostana é o nome dada a esta região atendendo ao número importante de pessoas que falam a língua.

## Tabela comparativa
Copiado da versão IT deste artigo 
| Latino              | Valdostano | Francese   | Catalano | Occitano                              | Italiano  | Piemontese |
| ------------------- | ---------- | ---------- | -------- | ------------------------------------- | --------- | ---------- |
| clavis              | cllià      | clef / clé | clau     | clau                                  | chiave    | ciau       |
| cantare             | tsanté     | chanter    | cantar   | cantar (nord occ. chantar)            | cantare   | cantè      |
| capra               | tchëvra    | chèvre     | cabra    | cabra (nord occ. chabra, gasc. craba) | capra     | crava      |
| lingua              | lenva      | langue     | llengua  | lenga                                 | lingua    | lengua     |
| nox, noctis         | nét        | nuit       | nit      | nuèch (nuèit, gasc. nueit)            | notte     | neuit      |
| sapo, saponis       | savon      | savon      | sabó     | sabon (gasc. sablon)                  | sapone    | savon      |
| sudare              | choué      | suer       | suar     | susar (suar, gasc. sudar)             | sudare    | sudè       |
| vita, vitae         | via        | vie        | vida     | vida (gasc. vita)                     | vita      | vita       |
| pacare              | payé       | payer      | pagar    | pagar (nord Occ. paiar)               | pagare    | paghè      |
| platea              | place      | place      | plaça    | plaça                                 | piazza    | piassa     |
| ecclesia            | élliësé    | église     | església | glèisa                                | chiesa    | gesia      |
| caseus (formaticus) | fromadzo   | fromage    | formatge | formatge (gasc. hromatge)             | formaggio | formagg    |